# Station Musota
 Station Musota (六十谷駅,  Musota-eki) is een spoorwegstation in de Japanse stad Wakayama, gelegen in de prefectuur Wakayama. Het wordt aangedaan door de Hanwa-lijn. Het station heeft twee sporen, gelegen aan twee zijperrons.

## Lijnen

### JR West
| 1 | ■ Hanwa-lijn | richting Hineno, Ōtori en Tennōji |
| 2 | ■ Hanwa-lijn | richting Wakayama                 |

## Geschiedenis
Het station werd in 1930 geopend. 

## Overig openbaar vervoer
Bus 84 van het netwerk van Wakayama.

## Stationsomgeving
- Musota-tempel
- Kinokawa-rivier